# Kecamatan Abung Timur
Kecamatan Abung Timur är ett distrikt i Indonesien.   Det ligger i provinsen Lampung, i den västra delen av landet, 280 km nordväst om huvudstaden Jakarta.